# Aileen Wuornos

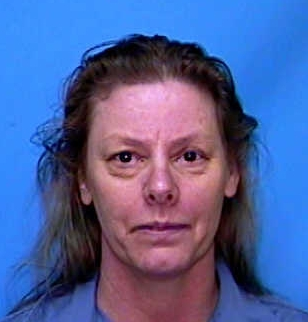
Aileen Carol Wuornos (2002)

Aileen Carol Wuornos Pralle (* 29. Februar 1956 als Aileen Carol Pittman in Rochester, Michigan; † 9. Oktober 2002 in Raiford, Florida) war eine US-amerikanische Serienmörderin. Von Dezember 1989 bis November 1990 tötete sie nachweislich sieben Männer.
Ihre Opfer waren in der Regel weiße Männer mittleren Alters, die die Prostituierte Wuornos als Freier auf dem Straßenstrich kennengelernt hatten. Wuornos wurde 12 Jahre nach ihrer Verhaftung in Florida hingerichtet, obwohl Zweifel an ihrer psychischen Gesundheit bestanden hatten.

## Kindheit und Jugend
Wuornos, die mütterlicherseits finnische Vorfahren hatte, kam am 29. Februar 1956 als Aileen Carol Pittman in Rochester im US-Bundesstaat Michigan zur Welt. Ihre Eltern Diane (geb. Wuornos) und Leo Pittman waren beide noch Teenager – sie 14, er 18 Jahre alt –, als sie am 3. Juni 1953 heirateten. Die Ehe war geprägt von Leo Pittmans häufigem Alkoholkonsum, seiner Untreue und häuslicher Gewalt. Während der Ehe wurde Aileens elf Monate älterer Bruder Keith geboren. Zum Zeitpunkt von Aileens Geburt war ihre Mutter 16 Jahre alt und hatte sich bereits von ihrem Ehemann scheiden lassen. Aileen lernte ihren Vater nie kennen. Er war mehrfach vorbestraft und galt als pädophiler Soziopath, der im November 1962 wegen der Entführung und Vergewaltigung eines siebenjährigen Mädchens in ein psychiatrisches Krankenhaus eingewiesen und im September 1965 zu einer lebenslangen Freiheitsstrafe verurteilt wurde, die er in der Lansing Correctional Facility in Kansas verbüßte. Im Januar 1969 wurde er erhängt in seiner Zelle aufgefunden. Ob sein Tod auf Eigen- oder Fremdverschulden zurückzuführen war, wurde nicht ermittelt.
Nach der Scheidung lebte Diane allein mit ihren Kindern in Troy. Anfang 1960 zog sie nach Houston, Texas, und ließ Aileen und Keith in der Obhut ihrer Eltern Lauri und Britta Wuornos in Rochester zurück, die ihre Enkel am 18. März 1960 adoptierten. Aileen erfuhr erst im Alter von zehn (nach anderen Quellen elf bzw. zwölf) Jahren von ihrer Adoption. Ihren Onkel Barry (* 1944) und ihre Tante Lori (* 1953), mit denen sie im selben Haushalt aufwuchs, sowie ihre leibliche Mutter hatte sie bis dahin für ihre Geschwister gehalten. Die Wuornos gehörten der Blue-Collar-Mittelschicht an. Lauri Wuornos arbeitete als Regelungstechniker in einer Fabrik, Britta Wuornos war Hausfrau. Über das Familienleben der Wuornos existieren zum Teil widersprüchliche Angaben. Von einigen wurde Lauri Wuornos als autoritärer, aber liebevoller Großvater beschrieben, anderen Berichten zufolge war er ein Alkoholiker, der seine Adoptivkinder emotional, physisch und sexuell misshandelt hat. Er habe sie unter anderem als „wertlos“ und „ungewollt“ bezeichnet und Aileen bei einem Vorfall so heftig mit einem Gürtel geschlagen, dass die damals Siebenjährige am nächsten Tag nicht zur Schule gehen konnte. Wuornos berichtete einem Freund gegenüber von sexuellem Missbrauch durch ihren Groß-/Adoptivvater, spielte ihre Aussage aber später herunter. Enge Familienmitglieder bestritten, dass Lauri Wuornos seine Enkel- bzw. Adoptivtochter sexuell missbraucht habe, andere hielten es hingegen für sehr wahrscheinlich. Laut Benecke war der Großvater ein gewalttätiger Alkoholiker, der die Kinder heftig schlug und Aileen von früher Kindheit an sexuell missbrauchte.
Angehörige beschrieben Aileen als schwieriges Kind mit aufbrausendem Temperament und destruktivem Verhalten. Sie schwänzte häufig die Schule und erhielt schlechte Noten. (Ihr IQ lag bei einem Wert von knapp über 80, also im Bereich der Lernbehinderung.) Sie riss immer wieder von zu Hause aus, rauchte, konsumierte Alkohol und andere Drogen (laut Benecke um ihre multiple Traumatisierung zu betäuben), verübte Diebstähle und legte Brände. Mit neun (nach anderer Quelle sechs) Jahren zog sie sich beim Legen eines Feuers bleibende Brandnarben im Gesicht und an den Händen zu. Obwohl sie mehrmals versuchte, sich das Leben zu nehmen, erhielt sie keine psychologische Hilfe. Ab ihrem elften Lebensjahr ging Wuornos sexuellen Aktivitäten mit Jungen aus der Nachbarschaft nach und verlangte dafür Bier, Zigaretten oder Geld. Mit 13 Jahren wurde sie von einem erwachsenen Freund ihres Großvaters sexuell missbraucht. Laut Benecke ließ der Großvater dies mindestens ein Mal wissentlich geschehen. Laut Gerüchten soll sie auch eine inzestuöse Beziehung zu ihrem Bruder Keith gehabt haben.
Mit 14 Jahren wurde sie schwanger. Der leibliche Vater des Kindes ist unbekannt; viele Quellen, darunter ihr Gerichtsurteil, gehen gemäß ihren Angaben davon aus, dass die Schwangerschaft das Ergebnis einer Vergewaltigung war. Als ihre Großeltern von der Schwangerschaft erfuhren, brachten sie Wuornos in ein Heim für ledige Mütter in Detroit, wo sie am 23. März 1971 einen Sohn zur Welt brachte. Laut Smith und Benecke wurde der Junge gegen ihren Willen unverzüglich zur Adoption freigegeben, nach Reynolds habe Wuornos ihren Sohn hingegen nicht haben wollen und sich deshalb zur Adoptionsfreigabe entschieden.
Britta Wuornos, die seit mehreren Jahren trockene Alkoholikerin war, starb am 7. Juli 1971. Den Verdacht ihrer Tochter Diane, Lauri Wuornos habe seine Frau durch häusliche Gewalt umgebracht, konnte der Gerichtsmediziner nicht bestätigen. Als Todesursache wurde stattdessen Leberversagen festgestellt. Nach dem Tod ihrer Großmutter brach die 15-jährige Aileen die Schule ab und lebte fortan auf der Straße. Laut Benecke wurden Aileen und Keith Wuornos nach dem Tod der Großmutter vom Großvater rausgeworfen. Sie hielt sich häufig in Bars auf, trampte umher und schlief meistens im Wald oder in verlassenen Autos. Ihren Lebensunterhalt verdiente sie sich durch Prostitution. All ihre Versuche, einer geregelteren Arbeit nachzugehen, scheiterten.

## Kriminelle Laufbahn
Am 27. Mai 1974 wurde Wuornos im Jefferson County, Colorado, wegen Disorderly conducts, Trunkenheit am Steuer und Schießens aus einem fahrenden Fahrzeug festgenommen. Im Jahr 1976 trampte sie nach Florida, wo sie den damals 69-jährigen Yachtklub-Präsidenten Lewis Gratz Fell (1907–2000) kennenlernte, den sie am 4. Mai 1976 heiratete. Nachdem sie ihn mit seinem Krückstock geschlagen hatte, erwirkte Fell gerichtlich ein Kontaktverbot gegen sie und beantragte im Juli 1976 die Annullierung der Ehe.
Am 13. Juli 1976 wurde Wuornos in einer Bar in Michigan verhaftet und wegen Körperverletzung sowie Ruhestörung angeklagt, da sie einem Barkeeper eine Billardkugel an den Kopf geworfen hatte. Ihr Bruder Keith starb am 17. Juli 1976 im Alter von 21 Jahren an Kehlkopfkrebs. Aus seiner Lebensversicherung erhielt sie 10.000 US-Dollar, die sie innerhalb von zwei Monaten ausgab (u. a. für einen Pontiac Grand Prix, den sie kurz darauf zu Schrott fuhr).
Am 20. Mai 1981 wurde sie wegen bewaffneten Raubüberfalls auf einen Lebensmittelladen verhaftet. Sie kam ins Gefängnis und wurde am 30. Juni 1983 wieder entlassen. Am 1. Mai 1984 wurde sie ein weiteres Mal verhaftet, weil sie versucht hatte, einen gefälschten Scheck einzulösen. Am 4. Januar 1986 wurde sie wegen schweren Autodiebstahls und am 2. Juli desselben Jahres wegen versuchten Raubes verhaftet und verurteilt. 1988 wurde sie zusammen mit ihrer Freundin Tyria Moore, einem ehemaligen Zimmermädchen, mit der sie seit 1986 zusammenlebte, wegen tätlichen Angriffs mit einer Bierflasche bestraft.

## Mordopfer
- Richard Mallory (51): Getötet am 30. November 1989 mit mehreren Schüssen. Sein verlassenes Auto wurde zwei Tage später gefunden, seine Leiche erst am 13. Dezember. Mallory war ein verurteilter Vergewaltiger, den Wuornos, wie sie zu Anfang der polizeilichen Vernehmungen aussagte, aus Notwehr tötete.
- Richard „Dick“ Humphreys (USAF) (56): Getötet am 19. Mai 1990 mit sieben Schüssen. Seine Leiche wurde am 12. September desselben Jahres gefunden. In seinem Auto fand sich ein Kassenbeleg, der die Ermittler auf die Spur von Aileen brachte.[20]
- David Spears (43): Mit sechs Schüssen getötet. Seine nackte Leiche wurde am 1. Juni 1990 gefunden.
- Charles Carskaddon (40): Getötet am 31. Mai 1990 mit neun Schüssen. Seine Leiche wurde am 6. Juni 1990 gefunden.
- Troy Burress (50): Am 30. Juli 1990 mit zwei Schüssen getötet. Seine Leiche wurde am 4. August 1990 gefunden.
- Walter Gino Antonio (62): Am 19. November 1990 mit vier Schüssen getötet. Seine beinahe nackte Leiche wurde am selben Tag gefunden, sein Auto fünf Tage später.

Ebenso wird Wuornos die Ermordung von Peter Siems (65) zugerechnet, der am 7. Juni 1990 auf der Fahrt von Florida nach Arkansas verschwand. Seine Leiche, die bis heute nicht aufgefunden wurde, soll sich laut Wuornos’ Aussage auf dem Gebiet des US-Bundesstaates Georgia befinden. Siems’ Auto wurde am 4. Juli 1990 aufgefunden, nachdem Wuornos und Moore damit einen Unfall verursacht hatten. Sie hatten zwar anschließend die Fahrzeugkennzeichen entfernt, die Polizei konnte jedoch den Abdruck eines blutverschmierten Handballens am Türinnengriff sichern. Sie wurde jedoch in diesem Fall nicht angeklagt.

## Festnahme und Verurteilung

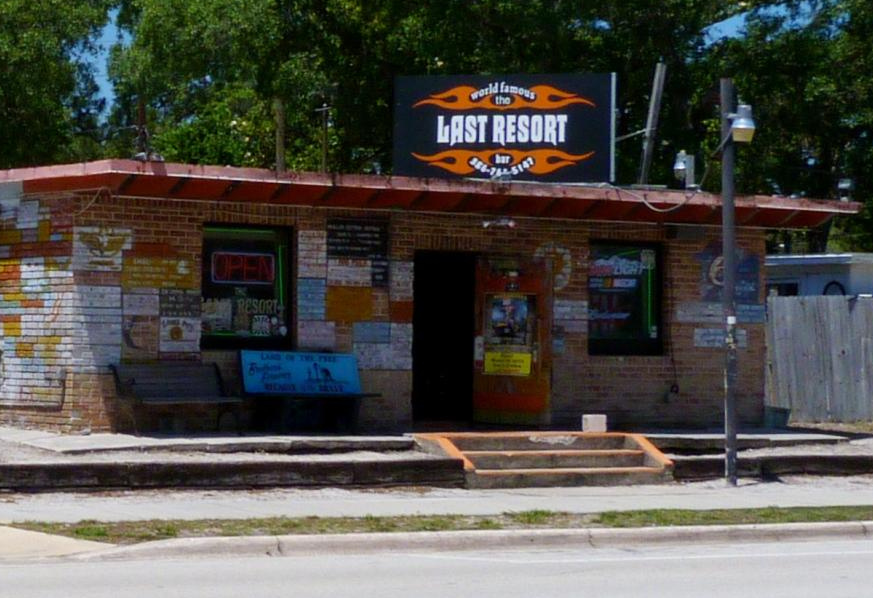
In dieser Bar in Daytona Beach wurde Wuornos 1991 verhaftet

Mehrere Indizien trugen zur Verhaftung Wuornos bei. Zum einen hatten Zeugen Aileen Wuornos und Tyria Moore gesehen, als sie das Auto, nach dem oben erwähnten Unfall, an der Unfallstelle verließen. Auf der Innenseite des Türgriffs konnte die Polizei einen Handflächenabdruck sicherstellen und Wuornos zuordnen. 
Darüber hinaus hatte Wuornos, unter dem Namen Lori Grody, Gegenstände aus dem Besitz der Opfer in Pfandleihen versetzt. Da die Formulare damals vom Einlieferer einen Daumenabdruck verlangten, konnte ihr echter Name durch den Abgleich des Fingerabdrucks ermittelt werden.
Wuornos wurde am 9. Januar 1991 in einer Bar in Daytona Beach, Volusia County, Florida festgenommen. Gegenüber ihrer Freundin Tyria Moore hatte sie im Dezember 1989 ihren ersten Mord gestanden. Moore gab später an, ihr nicht geglaubt zu haben, und unterstützte während Wuornos’ Untersuchungshaft die Polizei, die Moores Telefonate mit der Inhaftierten aufzeichnete, um Details über das Tatgeschehen zu erhalten. Wuornos gestand, sieben Männer ermordet und ausgeraubt zu haben. Gegenüber der Polizei und im späteren Prozess sagte sie zunächst aus, dass jedes ihrer Opfer sie bedroht, angegriffen oder vergewaltigt habe.

## Haftstrafe und Hinrichtung
Während des Prozesses, am 22. November 1991, wurde Wuornos von der wiedergeborenen Christin Arlene Pralle und deren Ehemann adoptiert, die von dem Fall aus der Zeitung erfahren hatten. Trotz der anfänglichen Hilfe erwies sich die Freundschaft als nachteilig für Wuornos, da Arlene Pralle sowie der unerfahrene Rechtsanwalt eher am lukrativen Verkauf der Geschichte Wuornos’ interessiert waren und Wuornos sogar davon überzeugten, das Todesurteil anzunehmen. Ein sehr spät engagierter neuer Anwalt konnte beim Obersten Gerichtshof der Vereinigten Staaten die Vollstreckung der Todesstrafe nicht mehr verhindern.
1992 wurde Wuornos von einem Gericht wegen Mordes in sechs Fällen in Florida zum Tode verurteilt. Die Hinrichtung durch tödliche Injektion fand am 9. Oktober 2002 im Florida State Prison statt, obwohl es Zweifel an der psychischen Gesundheit der Angeklagten gab. Ihre Asche wurde von ihrer Freundin Dawn Botkins auf deren Farm in Wuornos’ Heimatstaat Michigan verstreut.
Seit der Wiedereinführung der Todesstrafe 1976 war Wuornos die zweite Frau (nach Judy Buenoano), die in Florida exekutiert wurde.
Im Nachhinein bestätigten Psychiater Wuornos sowohl eine Borderline-Persönlichkeitsstörung als auch eine dissoziale Persönlichkeitsstörung.

## Rezeption
Wuornos’ Leben und ihre Hinrichtung sind Gegenstand mehrerer Filme, Fernsehsendungen und Bücher. Der Dokumentarfilmer Nick Broomfield drehte zwei Porträts über sie: Aileen Wuornos: The Selling of a Serial Killer (1992) und Aileen: Life and Death of a Serial Killer (2003). Ebenfalls 1992 entstand unter der Regie von Peter Levin der Fernsehfilm Overkill: The Aileen Wuornos Story. Im Jahre 2001 wurde in San Francisco die Oper Wuornos von Carla Lucero aufgeführt. Auch in der 2015 erschienenen Staffel Hotel der erfolgreichen Serie American Horror Story kommt der Geist der bereits verstorbenen Aileen Wuornos vor, gespielt wird sie hier von Lily Rabe. Der bekannteste Film ist Monster (2003) mit Charlize Theron, die für ihre Darstellung der Mörderin 2004 den Oscar und den Golden Globe für die Beste Hauptdarstellerin erhielt.
Während des Prozesses meldeten sich Feministinnen wie die Frauenforscherin Phyllis Chesler zu Wort, die Wuornos’ Taten als Folge von Gewalt gegen Prostituierte verstand und den Gerichtsprozess als Beispiel dafür ansah, was „zurückschlagenden“ Frauen bevorstehe. Chesler vermutete, dass „eine Viertelmillion Freier“ für Wuornos schließlich zu viel gewesen seien, „bevor sie verrückt wurde, oder, so wage ich zu sagen, einen lichten Moment hatte“. Das kalifornische Center for Lesbian, Gay, Bi, Transgender Art and Culture stellte einen Dokumentarfilm über Wuornos mit den Worten vor, er erzähle die Geschichte „einer gewöhnlichen Frau aus der Arbeiterklasse“, deren Missbrauch durch Männer sie in „außergewöhnliche Lebensumstände“ getrieben habe. Das Prison Activist Resource Center behauptete auf seiner Website, das Todesurteil sei Folge von „Sexismus und Vorurteilen gegen Lesben und Prostituierte“.
Wuornos selbst änderte ihre Aussagen zu den Tathergängen mehrmals. Zunächst berief sie sich – vor allem im ersten Fall – auf Notwehr. In einem Zeitungsinterview sagte sie nach mehreren Jahren in der Todeszelle dagegen, es sei „in keinem Fall Notwehr“ gewesen: „Ich habe sie einfach nur ausgeraubt und umgebracht.“ In einem TV-Interview wiederholte sie diese Selbstbezichtigung. Als das Gespräch allerdings beendet war und die Kameras angeblich ausgeschaltet waren, sagte sie dem Reporter wiederum das Gegenteil, berief sich mehrmals auf Notwehr und gab an, sie habe einfach genug von der Quälerei im Gefängnis und wolle der Sache ein Ende machen. In ihrem letzten Interview vor der Hinrichtung machte sie einen geistig verwirrten Eindruck. Der Reporter fragte sich im späteren Kommentar, wie sie den am Vortag erfolgten Test auf ihre psychische Gesundheit habe bestehen können.